# Hugh Barter
Hugh Barter (Nagoya, 15 settembre 2005) è un pilota automobilistico australiano, con anche passaporto giapponese.

## Carriera

### Kart e Formula 4
Hugh Barter nato a Nagoya, da madre giapponese e padre australiano, ha poi vissuto in adolescenza a Melbourne, città del Gran Premio d'Australia. All'età di sette anni inizia a correre in kart ottenendo diverse vittorie e riconoscimenti, nel 2019 vince il campionato Victoria Kart nella classe KA4 e l'anno seguente entra nella Ricciardo Kart Factory, team del pilota di Formula 1, Daniel Ricciardo. Nel 2021 partecipa alla Richard Mille Young Talent Academy in Francia, ottenendo una borsa di studio per il Campionato francese di Formula 4.
Nel suo primo anno in monoposto, nella serie francese, ottiene due vittorie e con una buona costanza diventa vice campione dietro a Esteban Masson. Nel 2022 Barter raddoppia i suoi impegni gareggiando sia nella Formula 4 francese e in quella spagnola con il team Campos Racing. Il pilota australiano ottiene dodici vittorie in totale e si laurea vicecampione in entrambi i campionati, dietro ad Alessandro Giusti nella serie francese e dietro a Nikola Tsolov nella Formula 4 spagnola.

### Formula 3
Dopo i buoni risultati in Formula 4, Barter entra a far parte della All Road Management di Nicolas Todt, inoltre sale di categoria partecipando alla Formula 3 sempre con il team Campos. Conquista i suoi primi punti durante il round di Spielberg dove chiude ottavo. Nel resto della stagione ottiene altri due piazzamenti a punti, arriva sesto sia a Silverstone e a Spa-Francorchamps. Per l'ultimo round di Monza il team Campos sostituisce Barter con Joshua Dufek. Il pilota australiano chiude con una corsa d'anticipo la sua prima stagione in Formula 3 al diciannovesimo posto con 14 punti in classifica.

### Test in Formula E
Nel 2023 prende parte ai Rookie Test della Formula E sul Circuito di Berlino con il team Maserati MSG Racing.

## Risultati

### Riassunto della carriera
| Stagione | Serie              | Team                | Gare        | Vittorie    | Pole        | GPV         | Podi        | Punti       | Pos.        |
| -------- | ------------------ | ------------------- | ----------- | ----------- | ----------- | ----------- | ----------- | ----------- | ----------- |
| 2021     | Formula 4 francese | FFSA Academy        | 20          | 2           | 0           | 3           | 8           | 213         | 2º          |
| 2022     | Formula 4 francese | FFSA Academy        | 21          | 10          | 7           | 12          | 14          | 241         | 2º          |
| 2022     | Formula 4 spagnola | Campos Racing       | 21          | 6           | 4           | 4           | 13          | 287         | 2º          |
| 2023     | Formula E          | Maserati MSG Racing | Rookie Test | Rookie Test | Rookie Test | Rookie Test | Rookie Test | Rookie Test | Rookie Test |
| 2023     | Formula 3          | Campos Racing       | 16          | 0           | 0           | 0           | 0           | 14          | 19º         |

* Stagione in corso.

### Risultati Formula 3
(legenda) (Le gare in grassetto indicano la pole position) (Le gare in corsivo indicano Gpv)
| Anno | Team          | 1   | 2   | 3   | 4   | 5   | 6   | 7   | 8   | 9   | 10  | 11  | 12  | 13  | 14  | 15  | 16  | 17  | 18  | Punti | Pos. |
| ---- | ------------- | --- | --- | --- | --- | --- | --- | --- | --- | --- | --- | --- | --- | --- | --- | --- | --- | --- | --- | ----- | ---- |
| 2023 | Campos Racing | BHR | BHR | MEL | MEL | IMO | IMO | MON | MON | CAT | CAT | RBR | RBR | SIL | SIL | HUN | HUN | SPA | SPA | 14    | 19º  |
| 2023 | Campos Racing | 11  | 26  | 19  | 15  | 25  | 26  | 19  | 13  | 22  | 8   | 6   | 13  | 25  | 13  | 6   | 22  |     |     | 14    | 19º  |